# Andreas Hegewald
Andreas Hegewald (* 7. August 1953 in Sondershausen) ist ein deutscher Maler, Grafiker und Autor.

## Leben
Hegewald ging von 1964 bis 1972 auf die Thomasschule zu Leipzig, war Mitglied des Thomanerchors und erhielt eine Ausbildung im Klavierspiel. Von 1974 bis 1977 besuchte er die Abendschule an der Hochschule für Bildende Künste Dresden. Anschließend studierte er dort von 1976 bis 1982 Malerei und Grafik bei Günter Horlbeck. Von 1975 bis 1978 wirkte er als Küster und stellvertretender Organist an der St.-Pauli-Kirche in Dresden. 1982 gründete er mit L. P. Newman die Rennbahnband für experimentelle Musik. Gemeinsam mit Lutz Fleischer und Petra Kasten gründete er 1983 den Leitwolfverlag, der sich auf künstlerisch wertvolle Editionen spezialisierte. 1990 war er einer der Gründer des Kulturvereins riesa efau und der Galerie Adlergasse Dresden. 2004 gründete er gemeinsam mit Christiane Just den Verlag Buchenpresse.
Andreas Hegewald lebt und arbeitet in Dresden.

## Einzelausstellungen (Auswahl)

Ausstellung Die Elemente mit Werken von Andreas Hegewald in der Kunstgalerie am Weißen Hirsch Dresden Loschwitz 2010

- 1983 SYNTAX – Skulpturen aus Holz, Atelier Maasdorf, Dresden
- 1985 Handzeichnungen, Galerie Barbakane, Leipzig
- 1987 Herzsprung Installation, HfBK Dresden
- 1988 SAGRANIZU Installation, Galerie Theaterpassage, Leipzig
- 1991 Im Namen der beiden Mädchen Kompositionen, HdJT Berlin
- 1992 Brandbilder – Tschernobyl 92 Petruskirche, Berlin
- 1993 Wächterin des Meteor Skulpturenpark, Heiligendamm
- 1994 Baumlose Insel meines Traums Aquarelle, Galerie Adlergasse Dresden
- 1995 GEGENÜBER – Sintra, Freimaurerloge Naturkundemuseum Freiberg
- 1997 BLACK BLOXX Handzeichnungen, Leonhardi-Museum Dresden
- 1998 DIE TAFEL Installation, Ammonhof, Dresden
- 1999 AGENDA 21 – Wandbilder für Dresden, Installation, Ammonhof, Dresden
- 2000/2001 DIE ANDEREN – earth 2-teilige Installation, Barockgarten Großsedlitz
- 2002 EQUILIBRISTS Aquarelle Galerie Kunstraum Saite, Dresden
- 2004 stone or woodway – monumentale Klangskulptur, Internationales Klangskulpturen-Festival, Denkmalschmiede Höfgen
- 2006 LICHTUNGEN Aquarelle und Skulpturen, Galerie am Blauen Wunder, Dresden
- 2010 Die Elemente, Kunstgalerie am Weißen Hirsch Dresden
- 2014 Die Engel sind nicht in die Stadt gekommen, Zeichnungen und Skulpturen, purnatur Dresden
- 2019 Das poetische Weltbild Leonhardi-Museum Dresden
- 2021 IRDISCHES LICHT – terra incognita. Mit Christiane Just. Dresden, Galerie kunstgehaeuse[2]
- 2024 RANDOM EPHEMERA – sterblicher Zufall. Dresden, Alte Feuerwache Loschwitz e.V. - Kunst- und Kulturverein[3]

## Literarische Veröffentlichungen (Auswahl)
- rotbleierz SINTRA. Gedichte. Edition GALREV Berlin 1993
- Der Geist Erseher. Gedichte. BUCHENpresse Dresden 2005
- Stein im Meer” – eine Insel. Dichtung. BUCHENpresse Dresden 2006
- Ledige Sätze” – Aphorismen und Zeichnungen. Edition ERATA. Leipzig 2007